# 호르헤 B. 바르가스
호르헤 B. 바르가스(Jorge Bartolome Vargas, 1890년 8월 24일~1980년 2월 22일)는 필리핀 동네그로스주 바고시 출신의 변호사였다.
그는 동네그로스 고등학교를 1909년에 졸업하고, 필리핀 대학교에서 1911년 학사학위를 취득했으며, 1914년에는 석사학위를 취득했다. 그는 1911년 필리핀 아마추어 운동 협회(현, 필리핀 올림픽 위원회)의 설립자 중 한명이었으며, 1918년에는 집행부로 활동했다. 1935년부터 1955년까지는 회장으로 두 번째 임기를 마쳤다. 그는 또한 최초의 필리핀인 국제올림픽위원회 회원이었다.

## 정부직

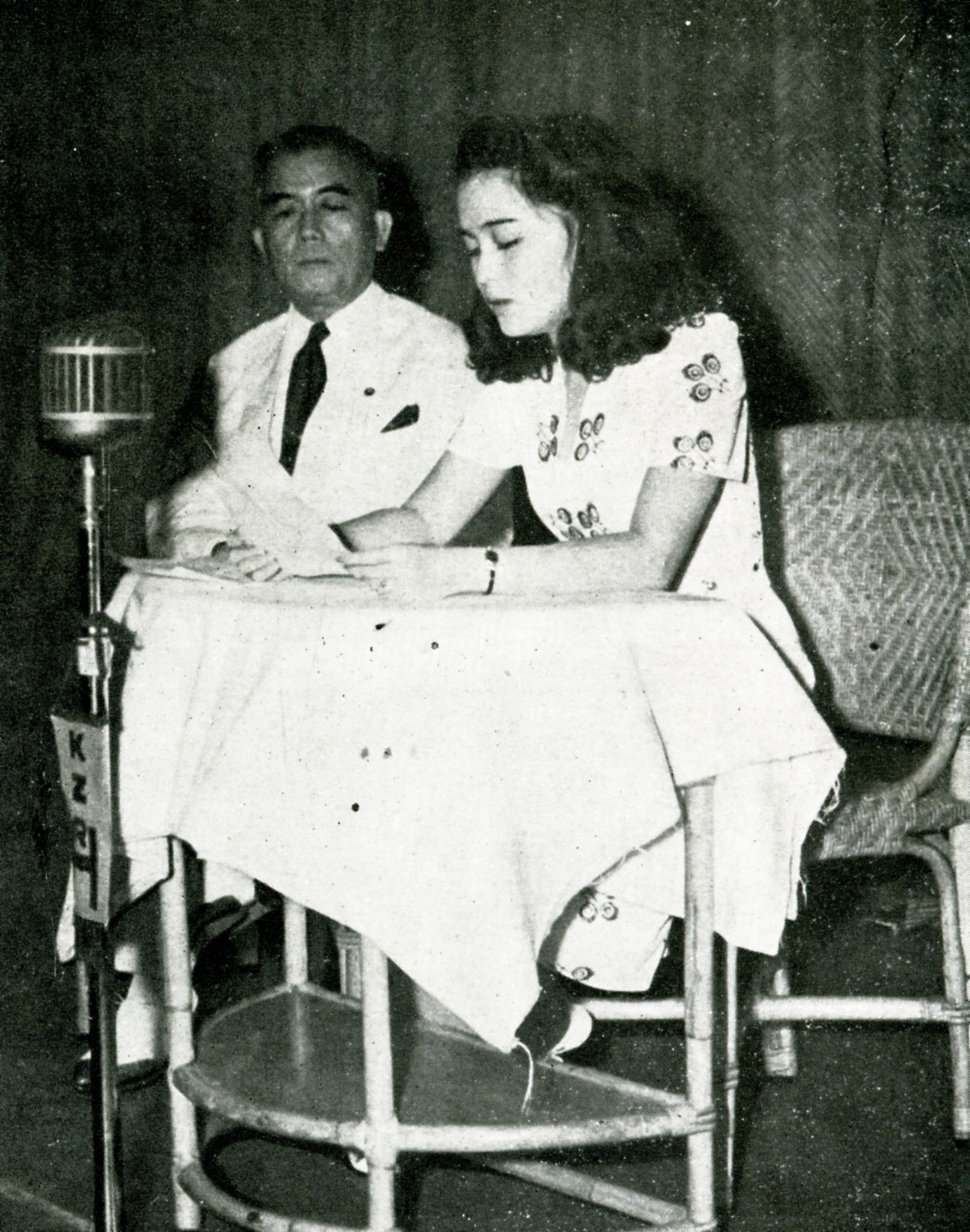
바르가스와 딸, 1943

1914년 필리핀 변호사가 된 이후에, 그는 필리핀 위원회의 법률 서기로 지명받았다. 그는 빨리 직위가 올라가서, 1917년에는 내무부의 서기장으로 승진했다.
1918년 그는 하원 대변인 세르히오 오스메냐의 입법 서기로 일을 했다. 1936년에는 대통령 마누엘 L. 케손으로부터 행정부 장관으로 임명받아, 필리핀 최초의 행정부 장관이 되었다.
1941년 일본군이 필리핀을 침략하자, 국방부 장관으로 임명되었다. 몇 주 후에, 그는 마누엘 케손 대통령으로부터 마닐라 대도시 지역의 시장으로 임명받았다. 그의 책무에는 1942년 1월 2일, 일본 제국 육군의 점령부대가 도착하면 무방비 도시를 관리하는 것을 포함하고 있었다.
1942년, 바르가스는 일본이 후원하는 비도(필리핀 군도) 행정부의 장관이 되었다. 필리핀 제2공화국에 협력자로 일하는 동안, 그는 대통령 직을 고려해보라는 제의를 한 차례 받았지만, 거절했다. 그는 대신에 그 정부의 일본 대사로 일했다. 그 직위에서, 그는 일본군이 마닐라에서 축출되기 직전에 "우리는 일본이 다가올 세대에 승리와 번영할 수 밖에 없음을 안다"고 말해서 쫓겨났다.
바르가스는 1946부터 1954까지 전국 계획 위원회 의장으로 일을 했으며, 필리핀 대학교 평의회 임원으로 1961부터 1965년까지 일을 했다. 1960년에는 필리핀 공화국이 사령관의 직위로 필리핀 레히온 훈장을 수여했다.

## 훈장
- 일본 욱일장 1943년 10월 1일[7]

## 같이 보기
- 필리핀 제2공화국